# 陳深 (明朝)
陳深（15世紀—16世紀），字子淵，號潛齋、又号九華，浙江湖州府長興縣人，明朝政治人物。

## 生平
陳深是弘治六年進士陳霖之孫，嘉靖二十八年（1549年）成舉人，隆慶五年（1571年）授歸州知州，處理理劇游刃有餘，定立條鞭法令逃賦者樂生，清理屯田令豪強收斂，又不費民力整治譙樓，後薦調荊門知州，因父母逝世回鄉，服闋後因違例降為雷州推官，屬下海康知縣沈汝良貪污引致變故，府同知驚恐失措，他卻前往海康慰問，數言終止亂局。他個性嗜古，不喜歡審問犯人，致仕後纂輯書籍，年八十多依然篝燈到深夜，尤其精通經學，折中條貫像大儒一樣。

## 引用
1. 1 2  光緒《長興縣志·卷二十三上·人物》：陳深，字子淵，號潛齋，霖孫，嘉靖二十八年舉人，隆慶五年知歸州，剸煩理劇游刃有餘，定條鞭而逋逃樂生，清民屯而豪強斂迹，譙樓館宇整治一新，而民間秋毫無擾，薦調荊門州 《歸州志》 ；未期丁艱歸，出補以違例降雷州推官，屬海康令沈汝良貪墨激變，守貳皇遽，深往慰數語而寢，性嗜古不喜爰書，致仕後纂輯忘倦，年八十餘篝燈至丙夜不輟，尤邃於經學，折中條貫，粹然大儒。 張志
2. ↑  同治《湖州府志·卷七十二·人物傳》：陳深，字霖孫，號九華，長興人，嘉靖二十八年舉人，初任雷州推官，隆慶五年知歸州，剸煩理劇游刃有餘，定條鞭而逋逃樂生，清民屯而豪強斂迹，譙樓館宇整治一新，而民間秋毫無擾，薦調荊門州。 《歸州志》